# Ferdinand Dinstl (Politiker, 1821)
Ferdinand Adam Dinstl, auch Ferdinand Dinstl der Jüngere (* 24. Dezember 1821 in Krems; † 2. April 1885 ebenda) war Advokat und Abgeordneter zum Österreichischen Abgeordnetenhaus.

## Leben
Ferdinand Dinstl war Sohn des gleichnamigen Advokaten, Gutsbesitzers und Weinhändlers Ferdinand Dinstl (1788–1873). Er besuchte ein Gymnasium in Krems und bis 1837 auch eins in Salzburg. Bis 1842 studierte er Rechtswissenschaft an der Universität Wien und promovierte im Jahr 1844 zum Dr. iur. in Wien. Er wurde Advokaturskonzipient und war ab 1850 Advokat in Krems. Er war auch Besitzer von Weingütern in Unterloiben (vulgo Dinstlgut, heute in der Gemeinde Dürnstein) und starb am 2. April 1885 im Alter von 63 Jahren an einer Gehirnlähmung.
Ferdinand Dinstl war von 1861 bis zu seinem Tod im Jahr 1885 Mitglied im Niederösterreichischen Landtag (I., II., III., IV. und V. Wahlperiode), als Abgeordneter der Landgemeinde Krems. Von 1861 bis 1885 war er Bürgermeister von Krems.
Er war römisch-katholisch und ab 1851 verheiratet mit seiner Cousine Rosalia Mayreder, verwitwete Schmidl, mit der er eine Tochter und einen Sohn hatte, wobei die Tochter jung verstorben ist. Er war auch Neffe des Abtes Wilhelm Eder (1780–1866).

## Ehrung
Nach Ferdinand Dinstl und seinem gleichnamigen Vater wurde in Krems eine Dinstlstraße (⊙) benannt.

## Politische Funktionen
Ferdinand Dinstl war vom 20. Mai 1867 bis zum 22. Mai 1879 Abgeordneter des Abgeordnetenhauses im Reichsrat (II., III., IV. und V. Legislaturperiode) und war dort in der II., III. und IV. Legislaturperiode für die Kurie Niederösterreich, Städte (St. Pölten, Herzogenburg, Melk, Pöchlarn, Waidhofen an der Ybbs, St. Peter, Seitenstetten, Amstetten, Ybbs, Scheibbs, Krems, Stein, Mautern, Waidhofen an der Thaya, Großsiegharts, Litschau, Zwettl, Weitra) zuständig. Während der V. Legislaturperiode war er für die Kurie Niederösterreich, Städte 11 (Krems, Stein, Mautern, Horn, Langenlois, Waidhofen an der Thaya, Groß-Siegharts, Litschau, Weitra, Zwettl) zuständig.

## Klubmitgliedschaften
Ferdinand Dinstl war ab 1867 im Herbst-Kaiserfeld'schen Klub, ab dem 2. Oktober 1867 im Klub der Linken, ab dem 27. Januar 1869 im Klub der neuen Linken, ab Ende April 1871 im Klub der äußersten Linken, ab dem 17. Januar 1872 im Klub der Verfassungspartei, ab 1873 im Fortschrittsklub und ab dem 30. April 1877 im Neuen Fortschrittsklub, deren Obmann-Stellvertreter er gewesen ist.